# FIRST FINALE
『FIRST FINALE』（ファースト・フィナーレ）は、日本のロックバンドである杉山清貴&オメガトライブの5枚目のオリジナル・アルバム。
1985年12月11日にVAPからリリースされ、プロデューサーは藤田浩一、エグゼクティブ・プロデューサーは遠藤勝彦と北村篤識が担当した。

## 解説
杉山清貴&オメガトライブの最後のオリジナル・アルバムとなった今作は、林哲司がすでに解散を決めていた杉山清貴や他のメンバーを説得して制作された。デビュー時から多くの歌詞を提供してきた秋元康が参加していない一方、プロデューサーである藤田が自ら作詞で参加した。編曲では、その後杉山のソロ作品を手掛ける笹路正徳が参加している。また、解散前最後となる同名のツアーが1985年10月4日から12月24日まで行われ、先行シングルである「ガラスのPALM TREE」（1985年）以外は、1曲も演奏されていない。これはツアー中に「ラストアルバムを作る」ということが急遽決まり、アルバムの制作がツアーと並行し、リハーサルの時間が取れなかったからである。
アルバムタイトルを直訳すると「最初の終楽章」という意味となるが、このことに関して名付け親である林は「再結成の可能性のわずかな希望も、彼らの新たなスタートという意味においても、そのタイトルでよかったのかなとも思っています」とコメントしている。
本作はオリコンチャートで前作『ANOTHER SUMMER』（1985年）に続いて1位となり、最大の売上を記録した。1986年の年間アルバムチャートでも6位にランクインされている。
2023年9月27日にリリースされたリミックス・アルバム『FIRST FINALE REMIX』（ファースト・フィナーレ リミックス）も同時に記述する。

## リリース
1985年12月11日にVAPからLPレコードとCT、CDの3形態でリリースされた。
1990年3月21日と1994年6月1日に2度CDのみ再リリースされた。
2016年9月14日にMEG-CDとしてリリースされた。

## 収録曲

### LPレコード, CT
| #         | タイトル                    | 作詞       | 作曲      | 編曲      | 時間  |
| --------- | --------------------------- | ---------- | --------- | --------- | ----- |
| 1.        | 「ガラスのPALM TREE」       | 康珍化     | 林哲司    | 林哲司    | 4:30  |
| 2.        | 「夕凪通信」                | 佐々木清隆 | 高島信二  | 志熊研三  | 4:37  |
| 3.        | 「NOVEMBER BLUE」           | 有川正沙子 | 杉山清貴  | 笹路正徳  | 4:34  |
| 4.        | 「REMEMBER THE BRIGHTNESS」 | 青木久美子 | 杉山清貴  | 志熊研三  | 4:31  |
| 5.        | 「霧のDOWN TOWN」           | 藤田浩一   | 西原俊次  | 志熊研三  | 4:28  |
| 合計時間: | 合計時間:                   | 合計時間:  | 合計時間: | 合計時間: | 22:40 |

| #         | タイトル            | 作詞       | 作曲      | 編曲      | 時間  |
| --------- | ------------------- | ---------- | --------- | --------- | ----- |
| 1.        | 「PLATONIC DANCER」 | 青木久美子 | 林哲司    | 林哲司    | 4:58  |
| 2.        | 「二度目のイヴ」    | 有川正沙子 | 林哲司    | 林哲司    | 4:55  |
| 3.        | 「君はIN THE RAIN」 | 有川正沙子 | 杉山清貴  | 笹路正徳  | 4:32  |
| 4.        | 「FIRST FINALE」    | 有川正沙子 | 林哲司    | 林哲司    | 4:45  |
| 合計時間: | 合計時間:           | 合計時間:  | 合計時間: | 合計時間: | 19:10 |

### CD, MEG-CD
| #         | タイトル                    | 作詞       | 作曲      | 編曲      | 時間  |
| --------- | --------------------------- | ---------- | --------- | --------- | ----- |
| 1.        | 「ガラスのPALM TREE」       | 康珍化     | 林哲司    | 林哲司    | 4:30  |
| 2.        | 「夕凪通信」                | 佐々木清隆 | 高島信二  | 志熊研三  | 4:37  |
| 3.        | 「NOVEMBER BLUE」           | 有川正沙子 | 杉山清貴  | 笹路正徳  | 4:34  |
| 4.        | 「REMEMBER THE BRIGHTNESS」 | 青木久美子 | 杉山清貴  | 志熊研三  | 4:31  |
| 5.        | 「霧のDOWN TOWN」           | 藤田浩一   | 西原俊次  | 志熊研三  | 4:28  |
| 6.        | 「PLATONIC DANCER」         | 青木久美子 | 林哲司    | 林哲司    | 4:58  |
| 7.        | 「二度目のイヴ」            | 有川正沙子 | 林哲司    | 林哲司    | 4:55  |
| 8.        | 「君はIN THE RAIN」         | 有川正沙子 | 杉山清貴  | 笹路正徳  | 4:32  |
| 9.        | 「FIRST FINALE」            | 有川正沙子 | 林哲司    | 林哲司    | 4:45  |
| 合計時間: | 合計時間:                   | 合計時間:  | 合計時間: | 合計時間: | 41:50 |

## 楽曲解説
1. ガラスのPALM TREE
  - 先行シングル。ダイドードリンコ「ダイドージョニアンコーヒー」CMソング[6]。
2. 夕凪通信
  - 全体に暗い楽曲が多い中で、唯一アップテンポの楽曲である[1]。
3. NOVEMBER BLUE
4. REMEMBER THE BRIGHTNESS
  - 杉山清貴がオメガトライブのイメージから離れて完全に自分の世界観で作った楽曲で、杉山はミックスダウンに自ら立ち会い、ギターソロのレベルを思い切りあげるように指示している[1]。
5. 霧のDOWN TOWN
6. PLATONIC DANCER
  - ゲートリバーブ（英語版）を通したシンセドラムの処理や、打ち込みのシンセベースが当時を反映したサウンドになっており、作曲を担当した林哲司は「曲調としてはAメロのまま行くのもアリだったかもしれない」と語っている[1]。
7. 二度目のイヴ
  - 作曲を担当した林によると、楽曲について「素直に書き上げた」と語っている[1]。
8. 君はIN THE RAIN
  - 編曲は、杉山の指名で笹路正徳が担当し、楽曲としてはミディアム・ファンク調になっている[1]。
9. FIRST FINALE
  - 当時のディレクターによると、シングル「君のハートはマリンブルー」（1984年）の流れを組む楽曲だという[7]。

## クレジット
S.KIYOTAKA & OMEGA TRIBE
- KIYOTAKA SUGIYAMA : Vocal
- SHINJI TAKASHIMA : Guitars, Chorus
- TOSHITSUGU NISHIHARA : Keyboard, Chorus
- TAKAO OHSHIMA : Bass, Chorus
- KEIICHI HIROISHI : Drums, Percussion

- PRODUCED BY KOICHI FUJITA
- Executive Producer : KATSUHIKO ENDO, ATSUSHI KITAMURA
- Director : SHIGERU MATSUHASHI, KEN SHIGUMA
- Supervisor : TETSUJI HAYASHI
- Recording & Mix Engineer : KUNIHIKO “JR.” SHIMIZU
- Overdubbing Engineer : JUN WAKAO, TATSUO SEKINE, HIROSHI FUJITA, YOSHIAKI MATSUOKA
- Second Engineer : TOSHIO MISU, MIZUO “Hip” MIURA, JUNICHI FUJIMORI, HIROSHI SHITAMIYA, KAZUYOSHI INOUE, YOSHIYUKI KANEKO
- Mix Studio : NICHION “C”STUDIO
- Recording Studio : NICHION, VICTOR AOYAMA STUDIO, SOUND INN, TWO TWO ONE, STUDIO SKY, STUDIO HAWAII
- Digital Recorder : AUG. 12 '85〜NOV. 29 '85
- Cutting Engineer： OSAMU SHIMOJU
- Cutting Room : JVC CUTTING CENTER AOYAMA

- Special Thanks to YOSHIAKI ISHIWATA, AKIO HOSOGAI, SHINYA MIYAZAKI, TOSHIO KUREBAYASHI, MIXER'S LAB, YOSHIO WADA, RICHARD NAKANISHI & MANY OTHER STUFF
- Artist Management : TRIANGLE PRODUCTION
- Session Co-ordination : VELVET LINE, NICKY ENTERPRISES
- Front Cover Photo : KOHGA SEKIDO (ZEN PRESS)
- Back Cover Photo : YUKIYA NEGAMI
- Cover Design : TAKEHARU TANAKA, RIKAKO FURUYA (soap inc.)

## タイアップ
| # | 曲名                  | タイアップ                                | 出典  |
| - | --------------------- | ----------------------------------------- | ----- |
| 1 | 「ガラスのPALM TREE」 | ダイドージョニアンコーヒー イメージソング | [ 6 ] |

## リリース履歴
| No. | 日付           | レーベル | 規格       | 規格品番   | 備考         |
| --- | -------------- | -------- | ---------- | ---------- | ------------ |
| 1   | 1985年12月11日 | VAP      | LPレコード | 30180-28   |              |
| 1   | 1985年12月11日 | VAP      | CT         | 50180-28   |              |
| 1   | 1985年12月11日 | VAP      | CD         | 80019-32   |              |
| 3   | 1990年3月21日  | VAP      | CD         | VPCC-80382 | 再リリース盤 |
| 3   | 1994年6月1日   | VAP      | CD         | VPCC-84008 | 再リリース盤 |
| 4   | 2016年9月14日  | VAP      | MEG-CD     | MSCL-60862 | 再リリース盤 |

## FIRST FINALE REMIX
『FIRST FINALE REMIX』（ファースト・フィナーレ リミックス）は、日本のロックバンドである杉山清貴&オメガトライブのリミックス・アルバム。
2023年9月27日にVAPからリリースされ、プロデューサーは林哲司、コ・プロデューサーは志熊研三が担当している。
杉山清貴&オメガトライブの結成40周年を記念した企画の第5弾として発表され、林による総監修のもとリミックスが施されている。

### リリース
2023年9月27日にVAPからBlu-spec CD2としてリリースされ、ボーナス・トラックとして、9曲目の「FIRST FINALE」のリ・アレンジバージョンである「FIRST FINALE - Reprise」が収録されている。

### 収録曲
| #         | タイトル                                | 作詞       | 作曲      | 編曲      | ミックス  | 時間  |
| --------- | --------------------------------------- | ---------- | --------- | --------- | --------- | ----- |
| 1.        | 「ガラスのPALM TREE」(REMIX)            | 康珍化     | 林哲司    | 林哲司    | 三浦瑞生  | 4:33  |
| 2.        | 「夕凪通信」(REMIX)                     | 佐々木清隆 | 高島信二  | 志熊研三  | 三浦瑞生  | 4:39  |
| 3.        | 「NOVEMBER BLUE」(REMIX)                | 有川正沙子 | 杉山清貴  | 笹路正徳  | 内沼映二  | 4:38  |
| 4.        | 「REMEMBER THE BRIGHTNESS」(REMIX)      | 青木久美子 | 杉山清貴  | 志熊研三  | 内沼映二  | 4:32  |
| 5.        | 「霧のDOWN TOWN」(REMIX)                | 藤田浩一   | 西原俊次  | 志熊研三  | 内沼映二  | 4:51  |
| 6.        | 「PLATONIC DANCER」(REMIX)              | 青木久美子 | 林哲司    | 林哲司    | 内沼映二  | 4:47  |
| 7.        | 「二度目のイヴ」(REMIX)                 | 有川正沙子 | 林哲司    | 林哲司    | 三浦瑞生  | 5:01  |
| 8.        | 「君はIN THE RAIN」(REMIX)              | 有川正沙子 | 杉山清貴  | 笹路正徳  | 三浦瑞生  | 4:39  |
| 9.        | 「FIRST FINALE」(REMIX)                 | 有川正沙子 | 林哲司    | 林哲司    | 内沼映二  | 4:47  |
| 10.       | 「FIRST FINALE - Reprise」(BONUS TRACK) | 有川正沙子 | 林哲司    | 林哲司    | 三浦瑞生  | 5:45  |
| 合計時間: | 合計時間:                               | 合計時間:  | 合計時間: | 合計時間: | 合計時間: | 48:12 |

### クレジット
- Dedicated to Koichi Fujita

- Produced by Tetsuji Hayashi
- Co-Produced by Ken Shiguma
- Official Supported by Kiyotaka Sugiyama
- Directed by Ryosuke Chinen (VAP)
- Mix Engineer：Eiji Uchinuma, Mizuo Miura@Lab Recorders (Mixer's Lab.)
- Second Enginieered by Shintaro Goto, Miho Shimizu
- Mastering by Takuo Kato@Warner Music Mastering (Mixier's Lab.)
- Production Co-ordinated by Mikito Honda (Island Afternoon), Hiromi Hayashi (Samurai Music Corporation)
- Art Direction & Designed by Michitaka Nakamura (tetome)
- Special Thanks to Kazumi Iwasaki, Kunihiko Shimizu, Haruhiro Urata (Nippon Television Music Corp.), Ryuichi Nakamura (Mixer's Lab.), Yoshihisa Nagata, Akihiro Onozato
- Media Promotion : Kenjiro Odori (VAP)
- Sales Promotion : Chie Saitoh (VAP)
- Supervisor : Masami Yoshida (VAP)
- Exective Produced by Yoshiro Yasuoka (VAP)

### リリース履歴
| No. | 日付          | レーベル | 規格         | 規格品番   | 備考 |
| --- | ------------- | -------- | ------------ | ---------- | ---- |
| 1   | 2023年9月27日 | VAP      | Blu-spec CD2 | VPCC-86465 |      |